# هالمای
هالمای (به مجاری:  Halmaj) یک شهرداری در مجارستان است که در بورشود-آبااوی-زمپلن واقع شده‌است. هالمای ۱۲٫۶ کیلومتر مربع مساحت و ۱٬۹۴۳ نفر جمعیت دارد.